# Castello di Belvedere
Il castello di Belvedere (in tedesco Schloss Belvedere) è una residenza estiva nei pressi della città tedesca di Weimar, in Turingia. L'intera struttura, compreso il grande parco circostante, è stata dichiarata nel 1998, in quanto parte del complesso Weimar classica, patrimonio dell'umanità.

## Posizione
Il castello e gli altri edifici circostanti si trovano su un'altura a sud della città di Weimar, a circa quattro chilometri dal centro storico, in fondo al viale Belvederer Allee.

## Storia
Il complesso architettonico che costituisce il castello fu costruito tra il 1724 e il 1744 dagli architetti Johann Adolph Richter e Gottfried Heinrich Krohne come residenza estiva per il duca Ernesto Augusto I di Sassonia-Weimar. Modello per l'edificio fu il castello del Belvedere di Vienna. Esso comprende un fabbricato centrale con una piccola torre di vedetta e due padiglioni laterali sormontati da cupole. È situato sul lato sud di uno spiazzo con al centro una grande fontana, intorno al quale troviamo, disposte simmetricamente, le case dei cavalieri. Queste case sono oggi chiamate rispettivamente Beethovenhaus e Bachhaus (lato est) e Mozarthaus e Haydnhaus (lato ovest).
Dal 1756 fino al passaggio della proprietà al Land Turingia nell'anno 1921, il castello fu adibito a usi differenti. Dal 1806 al 1853/59 fu utilizzato dalla famiglia dei duchi (Granduca Carlo Federico di Sassonia-Weimar-Eisenach e Granduchessa Maria Pavlovna) come residenza estiva di rappresentanza. Già dall'inizio del Ottocento alcune parti del complesso vennero affittate a una scuola privata.

## Utilizzo attuale
Dopo imponenti lavori di ristrutturazione, oggi gli edifici del castello sono adibiti a museo e ospitano collezioni di ceramiche e porcellane di epoca rococò. Le sale nelle case dei cavalieri sono in gran parte utilizzate dal conservatorio di musica Franz Liszt come sale di prova per cantanti e musicisti.

Il castello di Belvedere
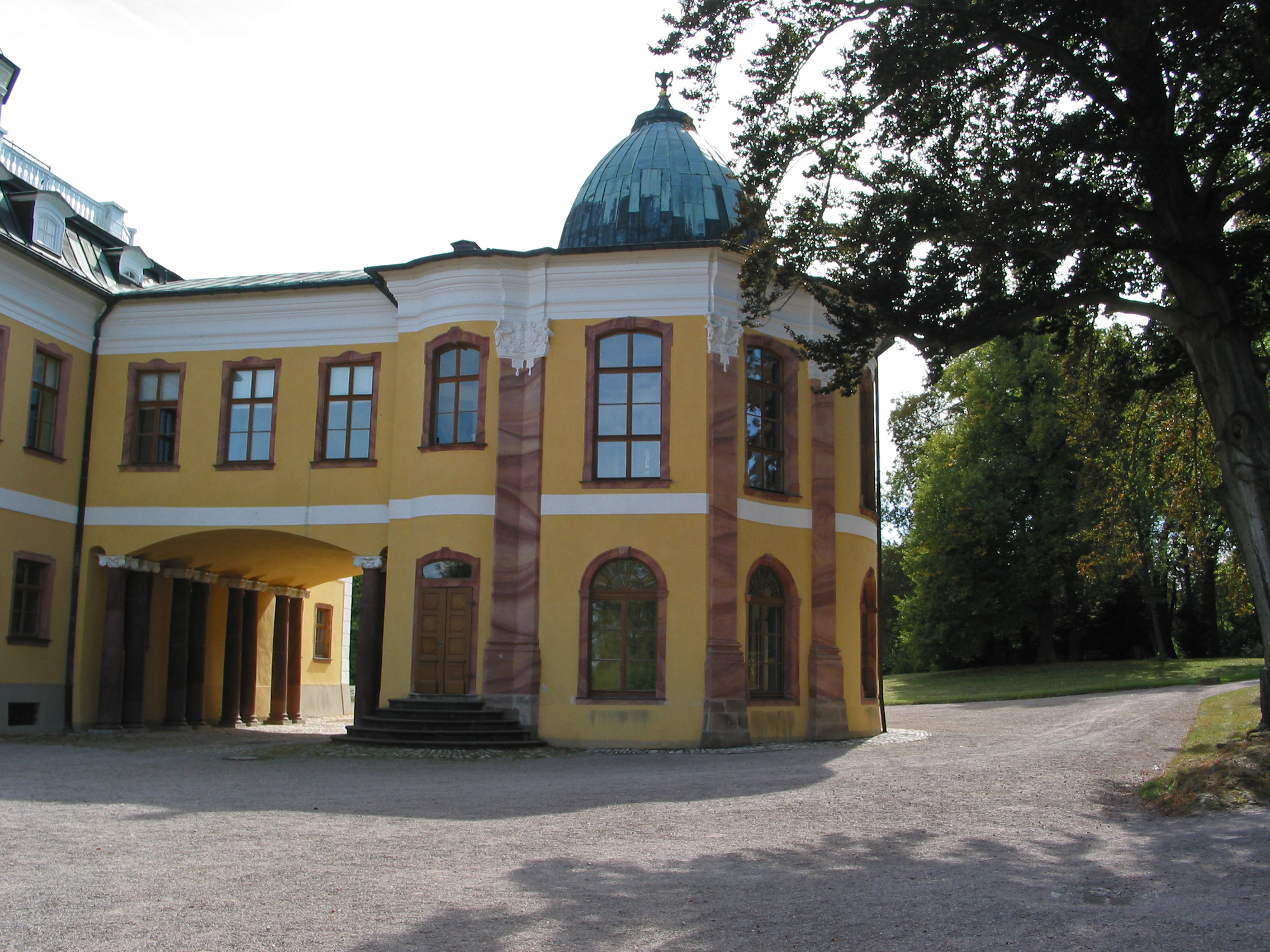
Padiglione occidentale
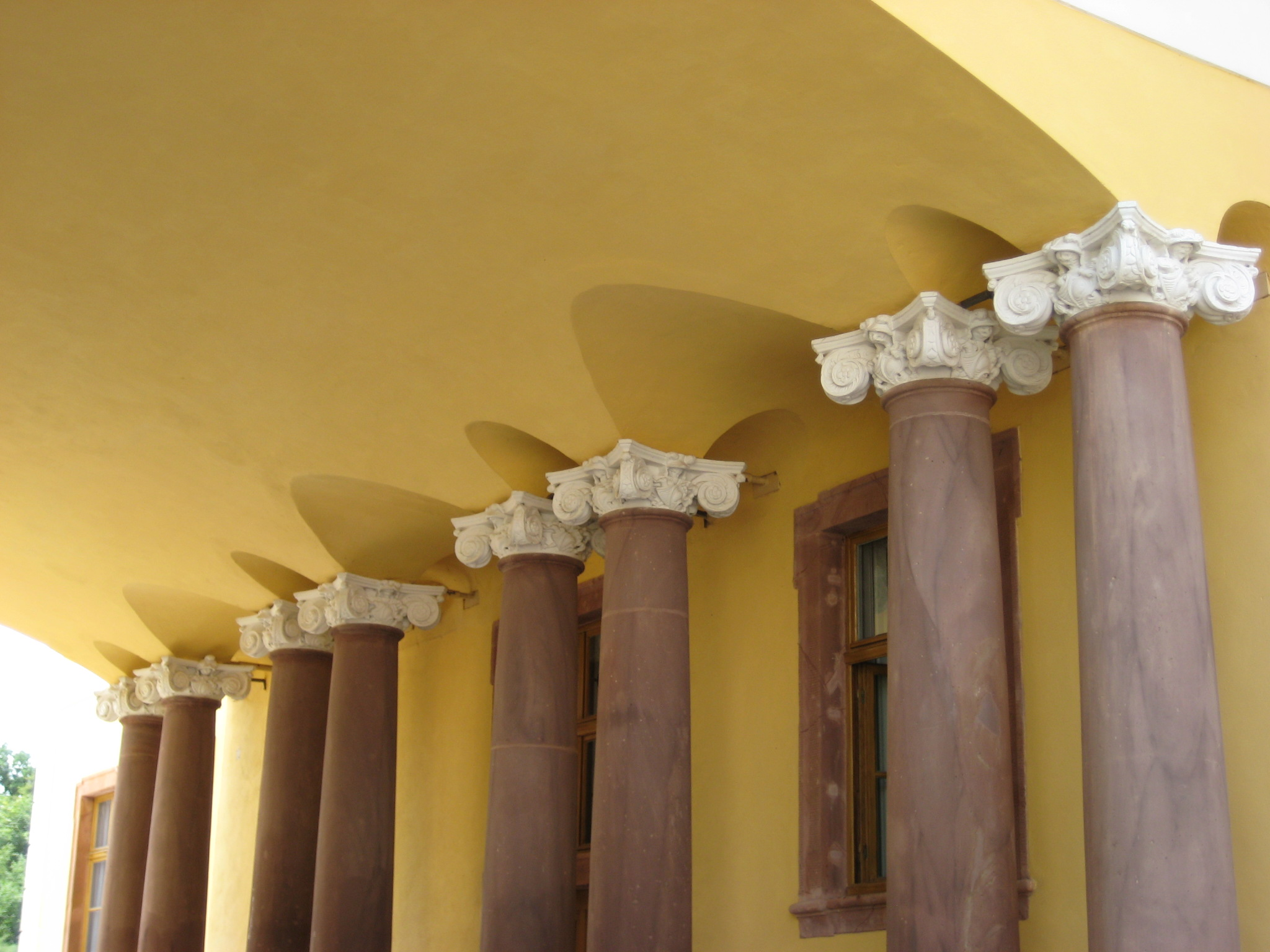
Padiglione occidentale (dettaglio)
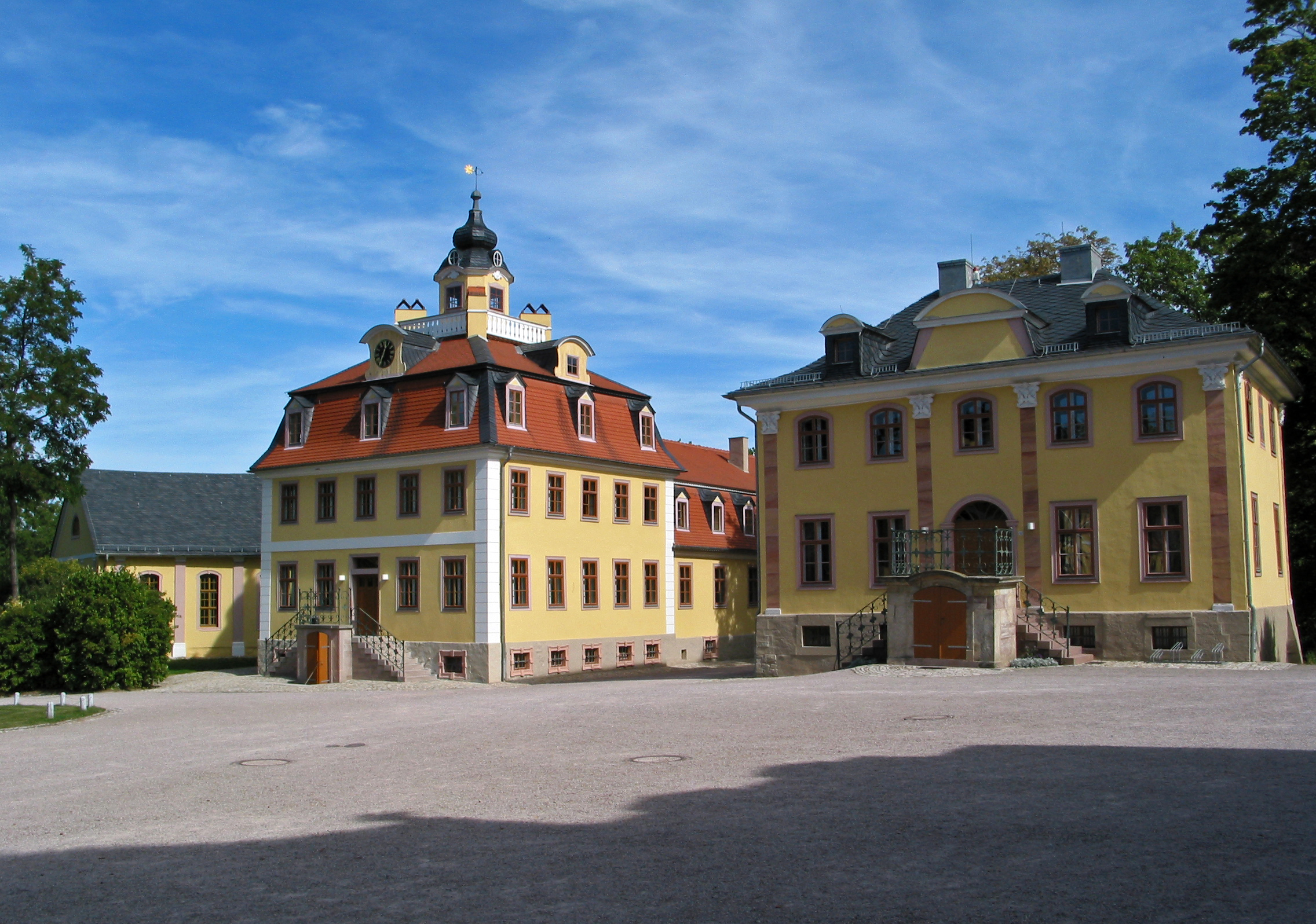
Case dei cavalieri (lato est)
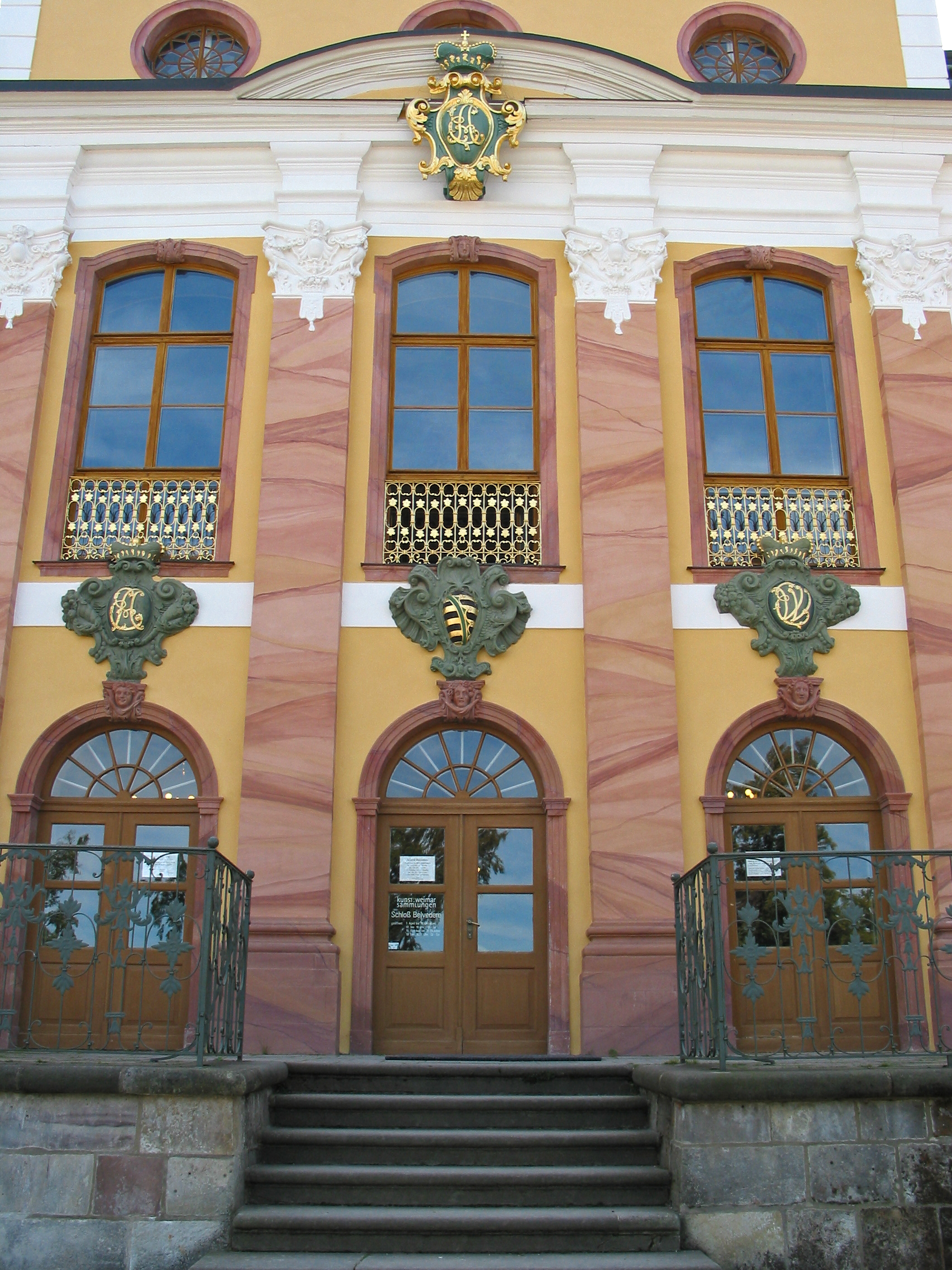
Entrata del museo rococò

## Il parco del castello e l'orangeria

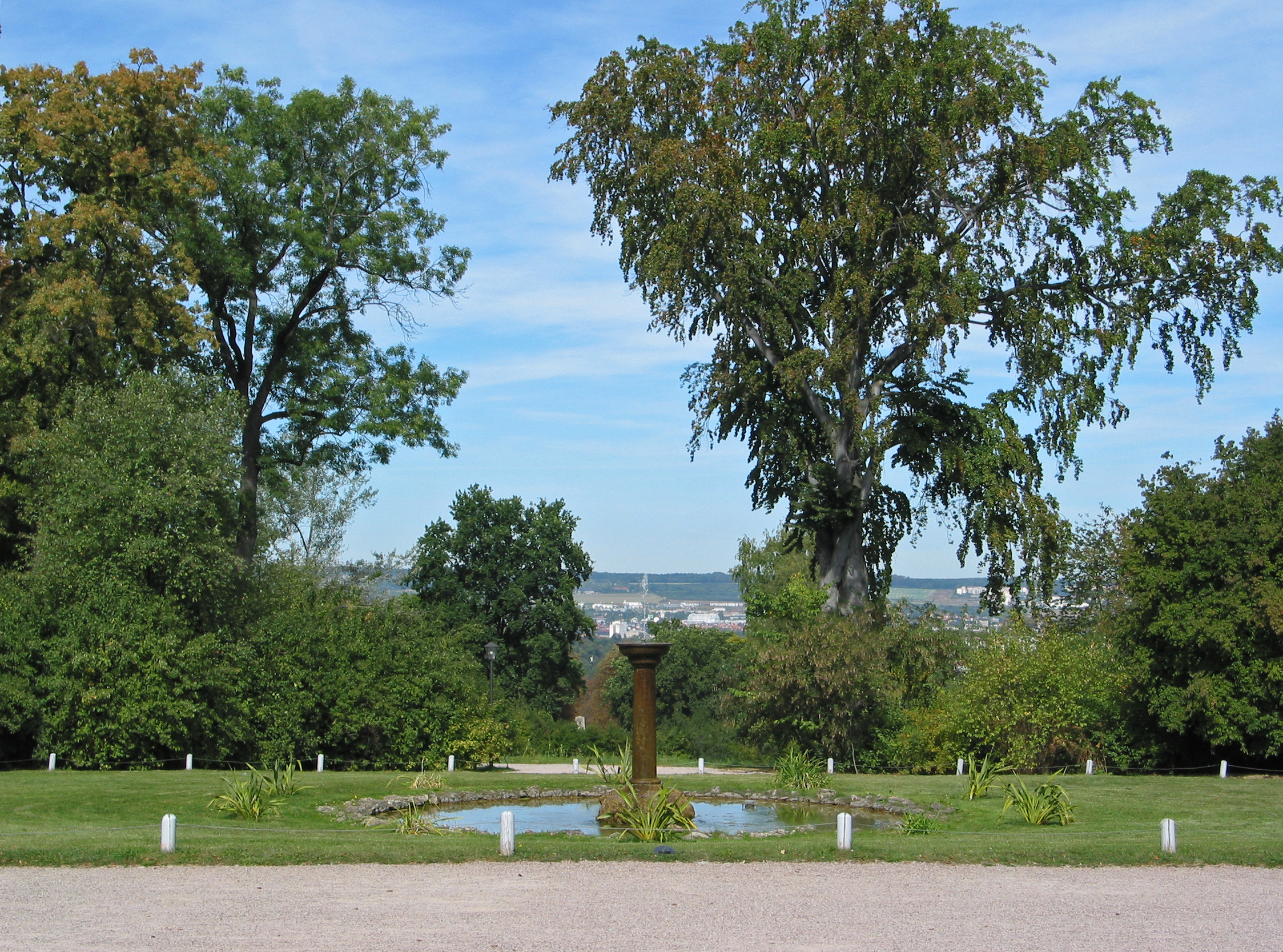
Spiazzo antistante il castello

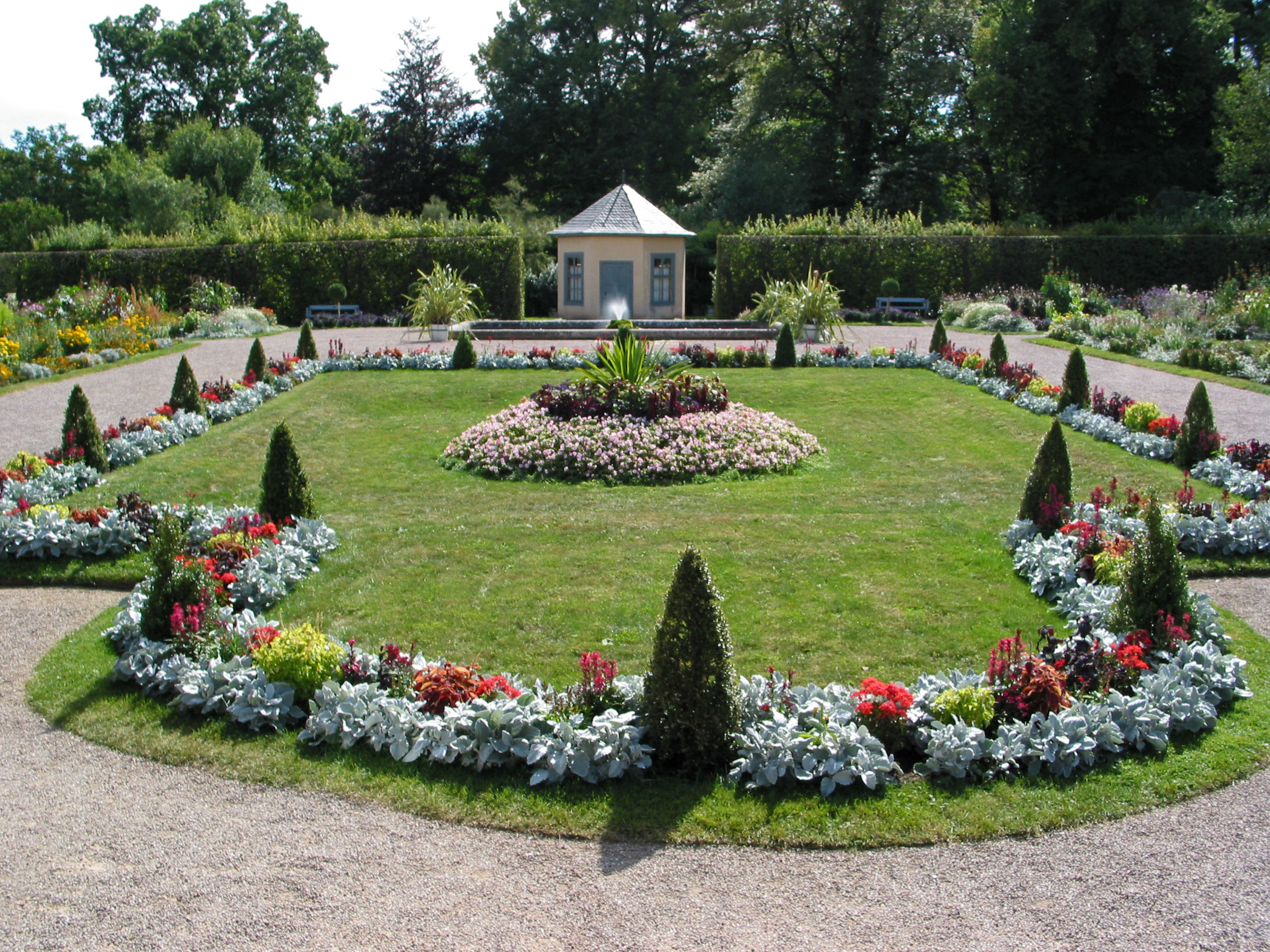
Giardino e padiglione

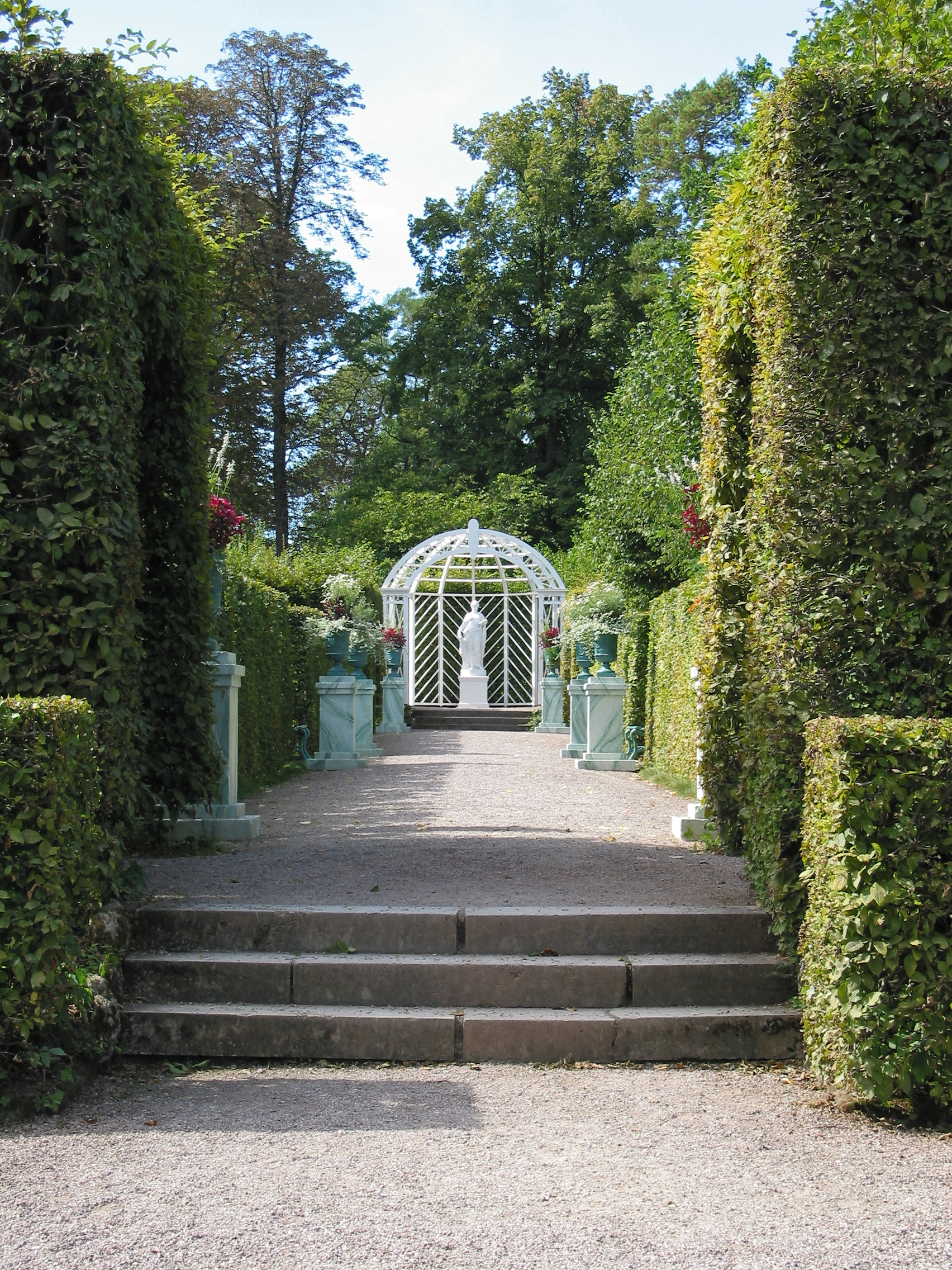
Il giardino russo

Il Parco di Belvedere si estende per 43 ettari. All'epoca del duca Ernesto I, tra il 1728 e il 1748, il parco fu realizzato secondo i canoni dei giardini barocchi in stile francese. Dietro il castello si trovava un giardino zoologico a forma di stella e sul lato est del parco fu costruita una limonaia (Orangerie) su progetto dell'architetto Johann Adolph Richter. Nel 1760 e nel 1808 la limonaia subì consistenti lavori di ampliamento.

La limonaia (Orangerie) del castello di Belvedere
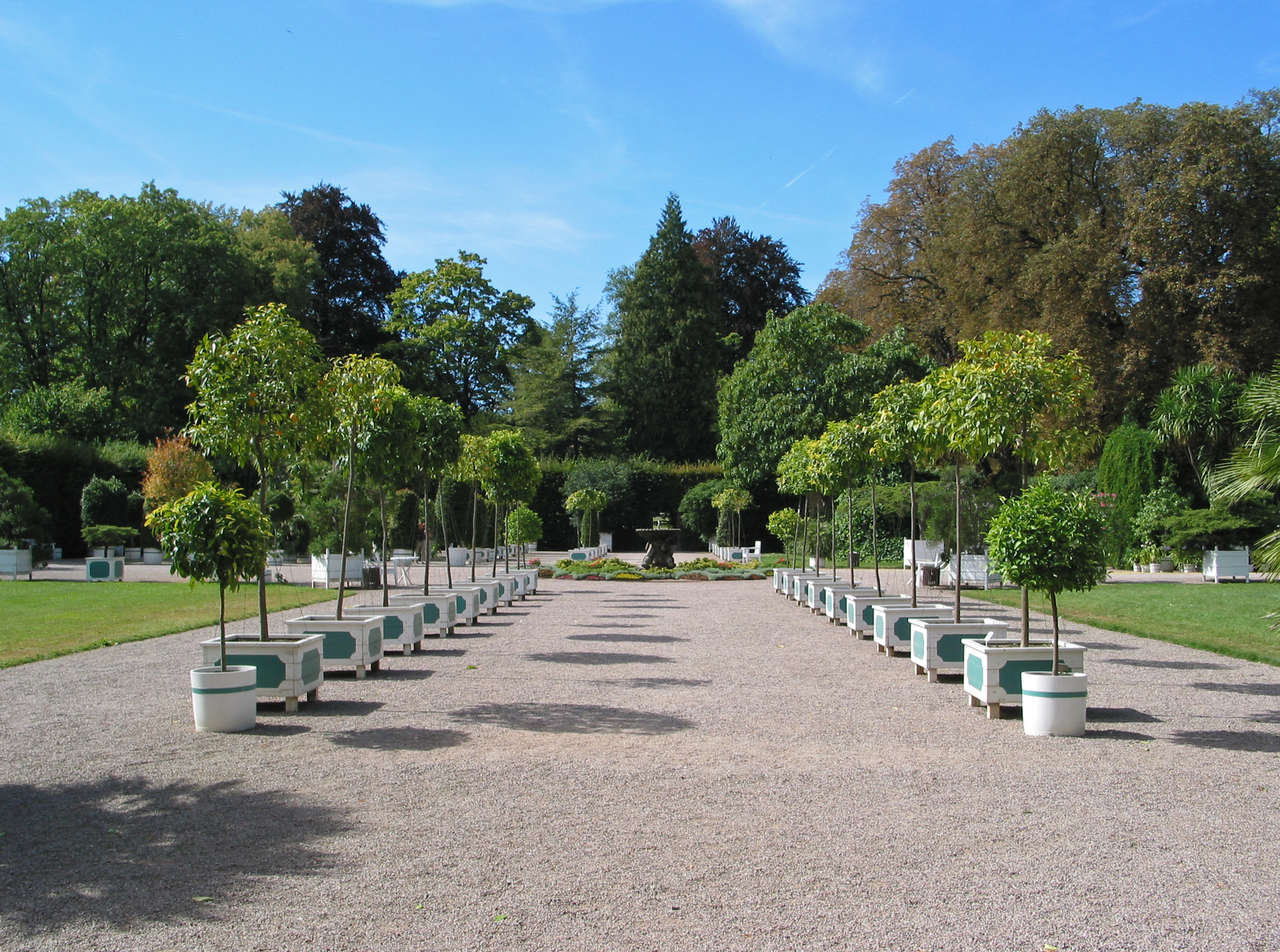
Cortile della limonaia.
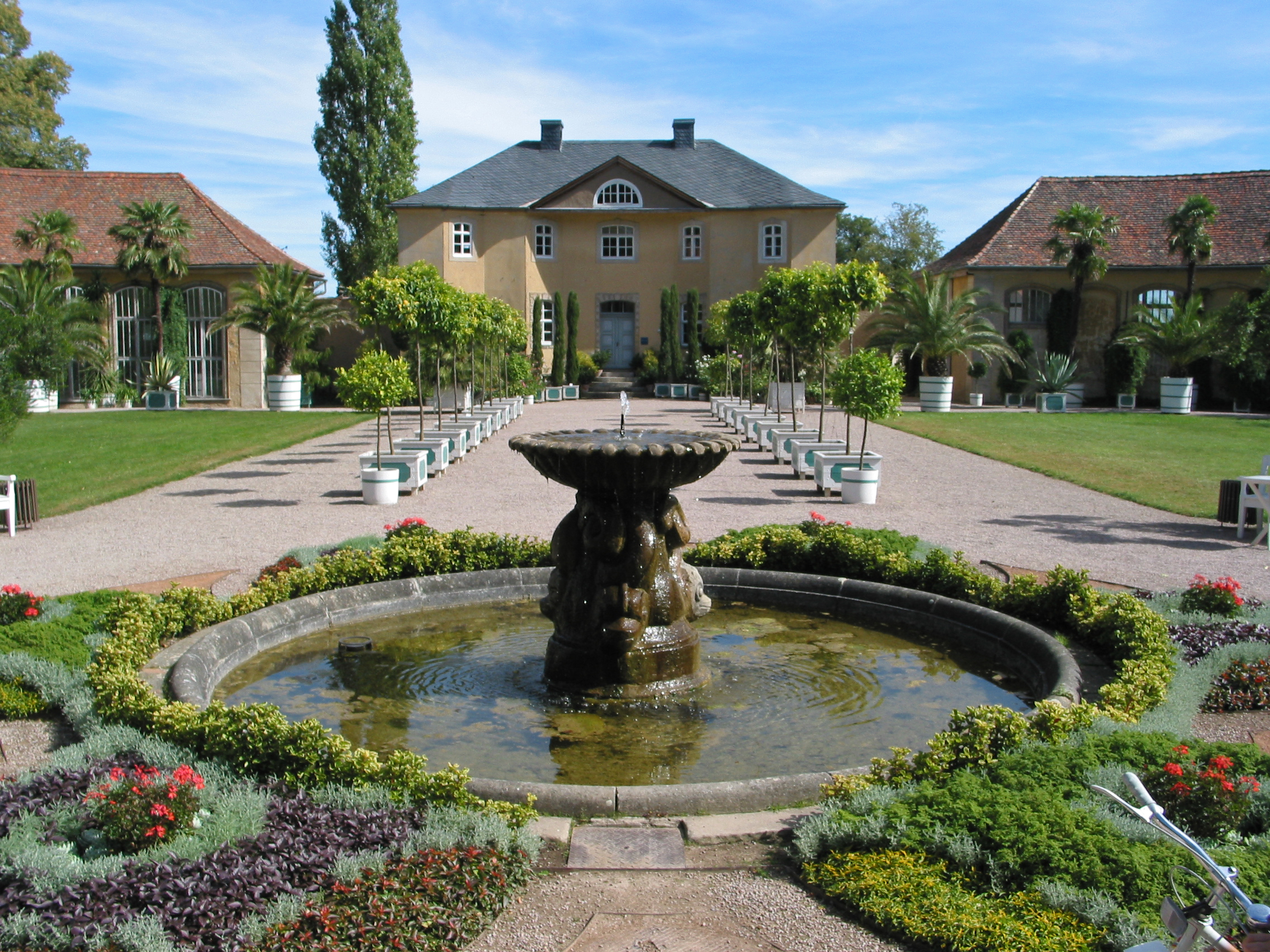
Fontana del delfino davanti alla limonaia.
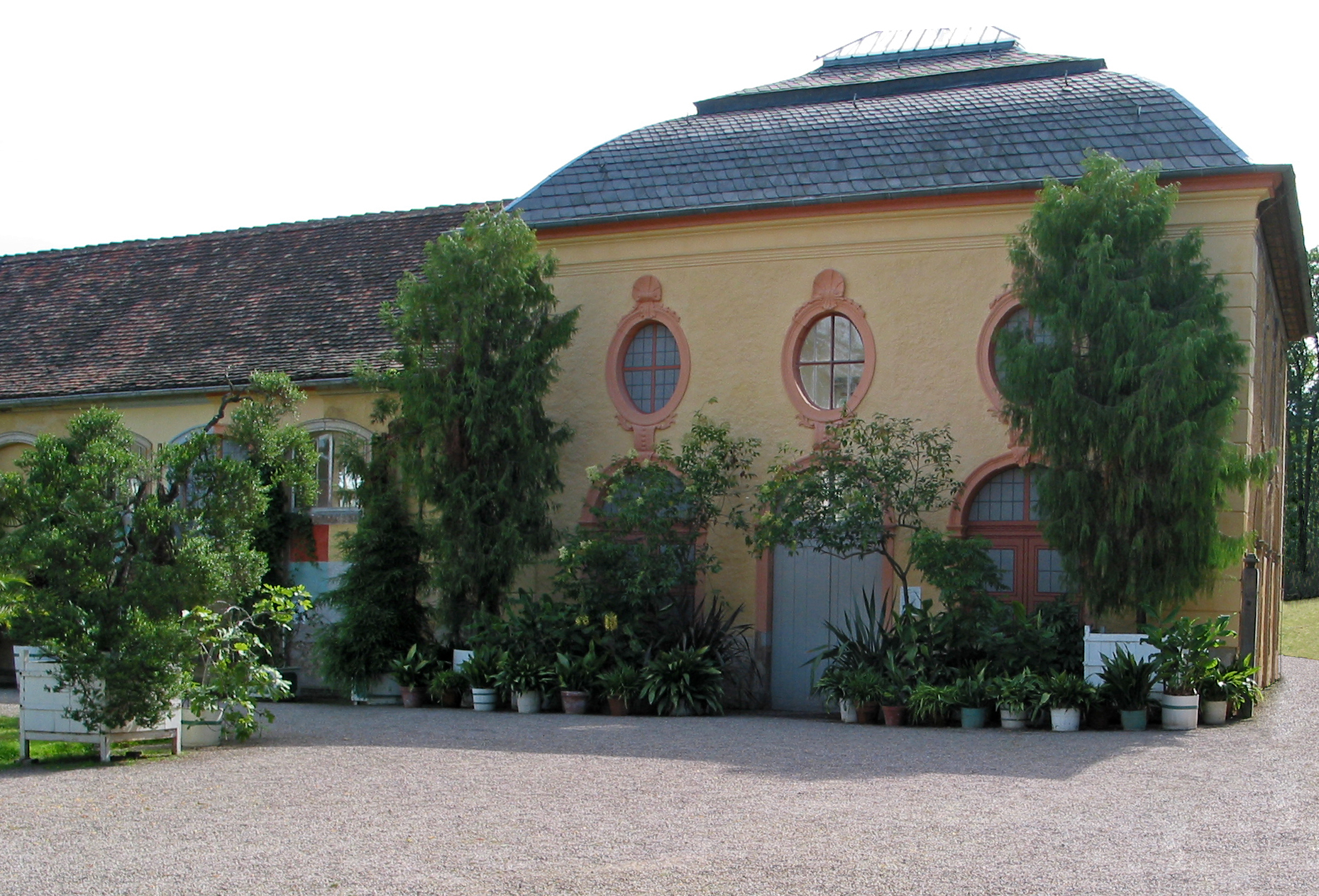
Ala sud della limonaia.
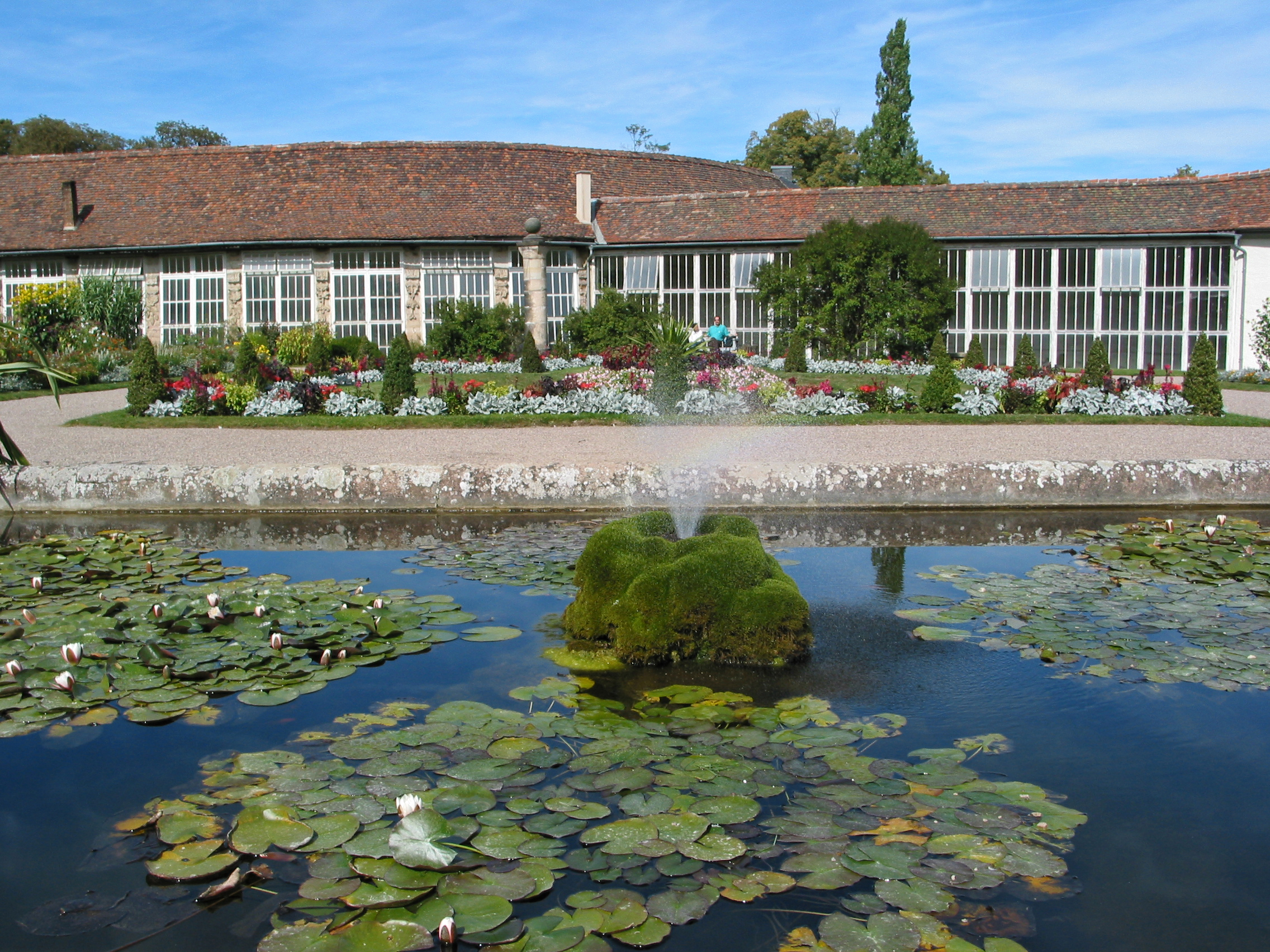
Fontana nel giardino della limonaia.